# Quartier du Parc-de-Montsouris
Pour les articles homonymes, voir Parc Montsouris (homonymie).
Le quartier du Parc-de-Montsouris est le 54e quartier administratif de Paris situé dans le 14e arrondissement.
Il doit son nom au parc Montsouris, qui en fait partie. C'était jusqu'en 1937 le quartier de la Santé, du nom d'une rue qui le borde (la rue de la Santé), et non de la prison de la Santé qui est située dans le quartier du Montparnasse.
C'est essentiellement un quartier résidentiel et d'activité tertiaire.

## Situation

Les quartiers du 14e arrondissement.

Le quartier du Parc-de-Montsouris est délimité par : 
- le boulevard Saint-Jacques au nord,
- la rue de la Santé, la rue de l'Amiral-Mouchez et l’avenue Pierre-de-Coubertin à l’est,
- l’avenue Paul-Vaillant-Couturier, l’avenue Pierre-Masse et l’avenue du Docteur-Lannelongue au sud,
- la rue de la Tombe-Issoire, la rue Émile-Faguet et la rue du Professeur-Hyacinthe-Vincent à l’ouest.

Il est bordé au nord par le quartier du Montparnasse, à l’est par le 13e arrondissement, au sud par la commune de Gentilly, et à l’ouest par le quartier du Petit-Montrouge.

## Histoire
Le quartier du Parc-de-Montsouris a été créé en même temps que le 14e arrondissement en 1860, lors de l'annexion par Paris d'une partie de la commune de Gentilly. C'était à l'époque une zone rurale périurbaine, où seuls les abords de la route de Gentilly à Paris (rue de la Santé et rue de l'Amiral-Mouchez) ainsi que l'hôpital Sainte-Anne, possédaient quelques constructions. Il existait également des taudis, bidonvilles de l'époque.
En 1942, le père Alfred Keller y achète une ferme pour y construire des logements sociaux.

## Géographie
L'ensemble du quartier est installé sur les coteaux de la rive gauche de la Bièvre. La pente originelle, orientée ouest-est, a été atténuée lors du remblaiement du lit de cette rivière, qui se situait non loin de la rue de l'Amiral-Mouchez. Le tracé sinueux de cette rue témoigne d’ailleurs de l'ancienne présence de la rivière.
Il est traversé par la rue d'Alésia d'est en ouest et l'avenue René-Coty du nord au sud.

## Urbanisme

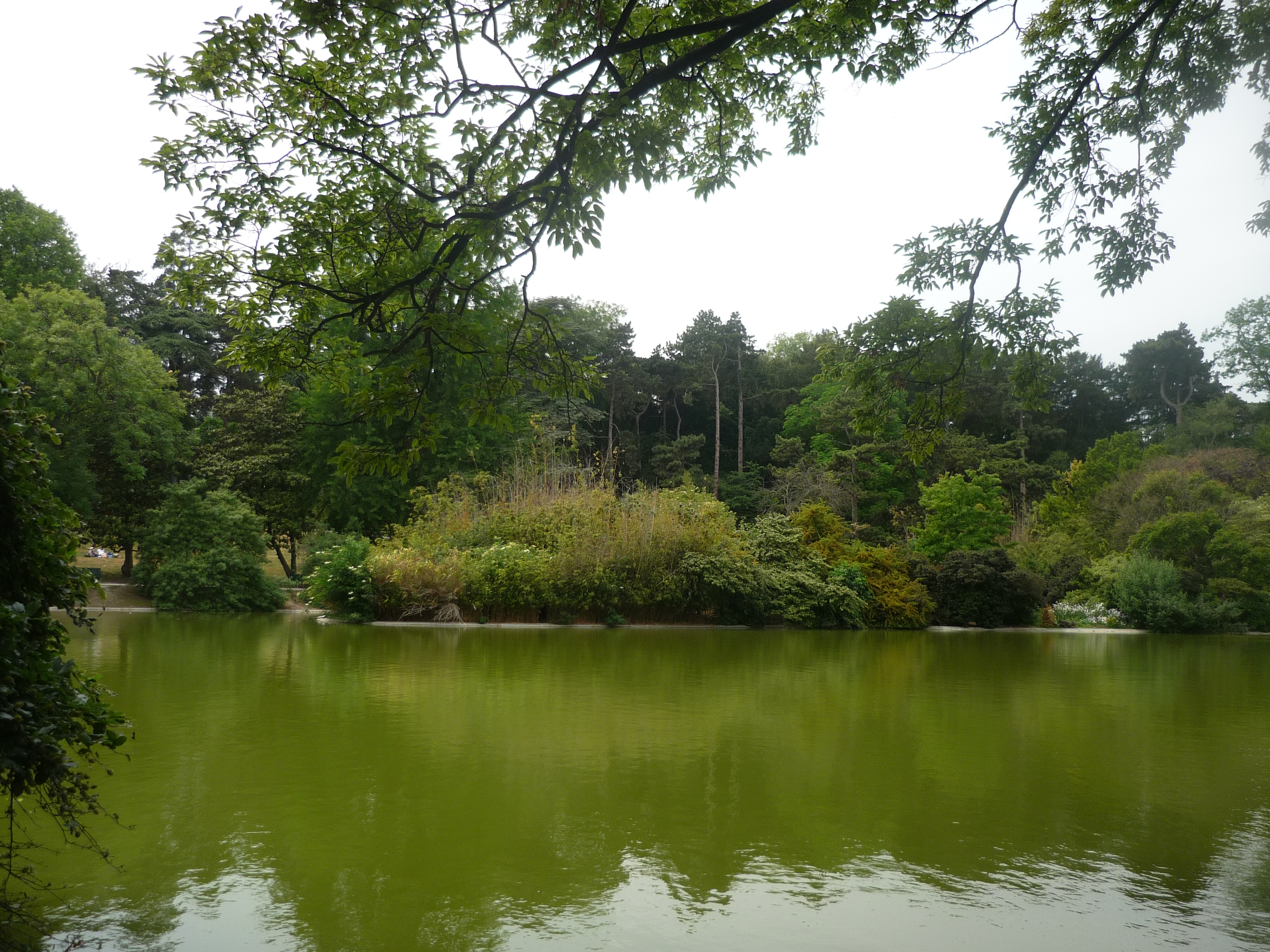
Le lac du parc Montsouris.

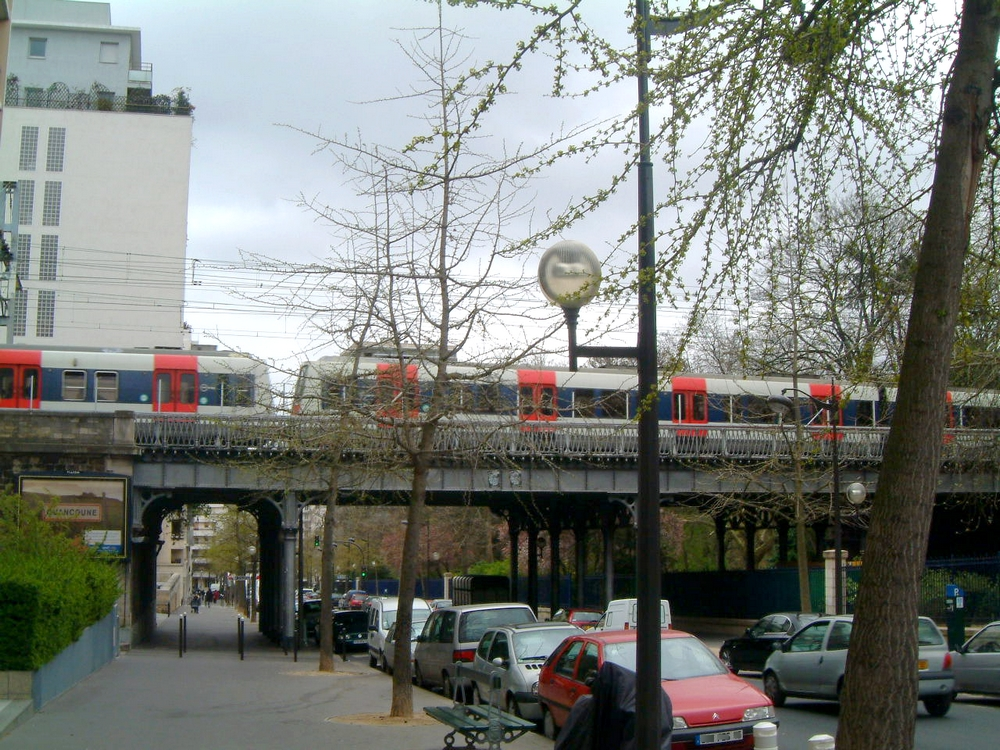
La ligne B du RER traverse le quartier du nord au sud.

L'extension de Paris s'est d'abord faite le long de l'ancienne route de Gentilly et aux abords de l'hôpital Sainte-Anne, dont la création remonte à 1651. Il faut attendre le XIXe siècle, avec le remblaiement de la Bièvre, et surtout l'aménagement par Alphand du parc Montsouris et le percement par Haussmann de l'avenue du Parc-Montsouris (aujourd'hui avenue René-Coty), pour voir l'intégration réelle du quartier à la ville.
Le quartier est marqué par la concentration d'équipements collectifs de grande superficie : hôpital Sainte-Anne, parc Montsouris, réservoir de Montsouris appelé aussi « réservoir de la Vanne », Cité universitaire. Il est également traversé par la ligne B du RER (ancienne ligne de Sceaux), qui est aérienne sur la quasi-totalité du quartier.
L'emprise de l'habitat collectif est donc limitée. Les immeubles haussmanniens sont concentrés rue d'Alésia et avenue René-Coty, et sont plutôt rares dans le quartier. Aux traditionnels façades en plâtre, témoins du passé populaire du quartier (rue Saint-Yves, rue des Artistes), s'ajoutent quelques immeubles faubouriens, notamment rue de l'Amiral-Mouchez. Il existe aussi de grands ensembles d'habitations modernes, du fait de la disponibilité de terrains après la Seconde Guerre mondiale. On peut citer le Méridien de Paris, rue Dareau, vaste structure des années 1960, représentative de l'époque.
Un îlot du quartier a été entièrement construit à neuf au début des années 2000. Une nouvelle voie, l'avenue de la Sibelle, y a été percée, ainsi que la rue Thomas-Francine, la rue des Berges-Hennequines, la rue de l'Empereur-Valentinien et la rue de l'Empereur-Julien, et un espace vert archéologique, le jardin Marie-Thérèse-Auffray, créé dans les années 2000 et célèbre pour la floraison de ses cerisiers du Japon (Sakura), dont il est devenu un endroit d'observation populaire et de photographie au niveau international au printemps.
L'habitat individuel est présent dans le quartier, surtout à l'ouest du parc Montsouris, où les quelques villas noyées dans la verdure s'arrachent à prix d'or.
L'immobilier commercial et de bureaux est également représenté (ex. : siège de la Caisse nationale des allocations familiales).
Finalement, le quartier, très éclectique d'un point de vue architectural, est bien représentatif du 14e arrondissement.

## Bâtiments remarquables et lieux de mémoire

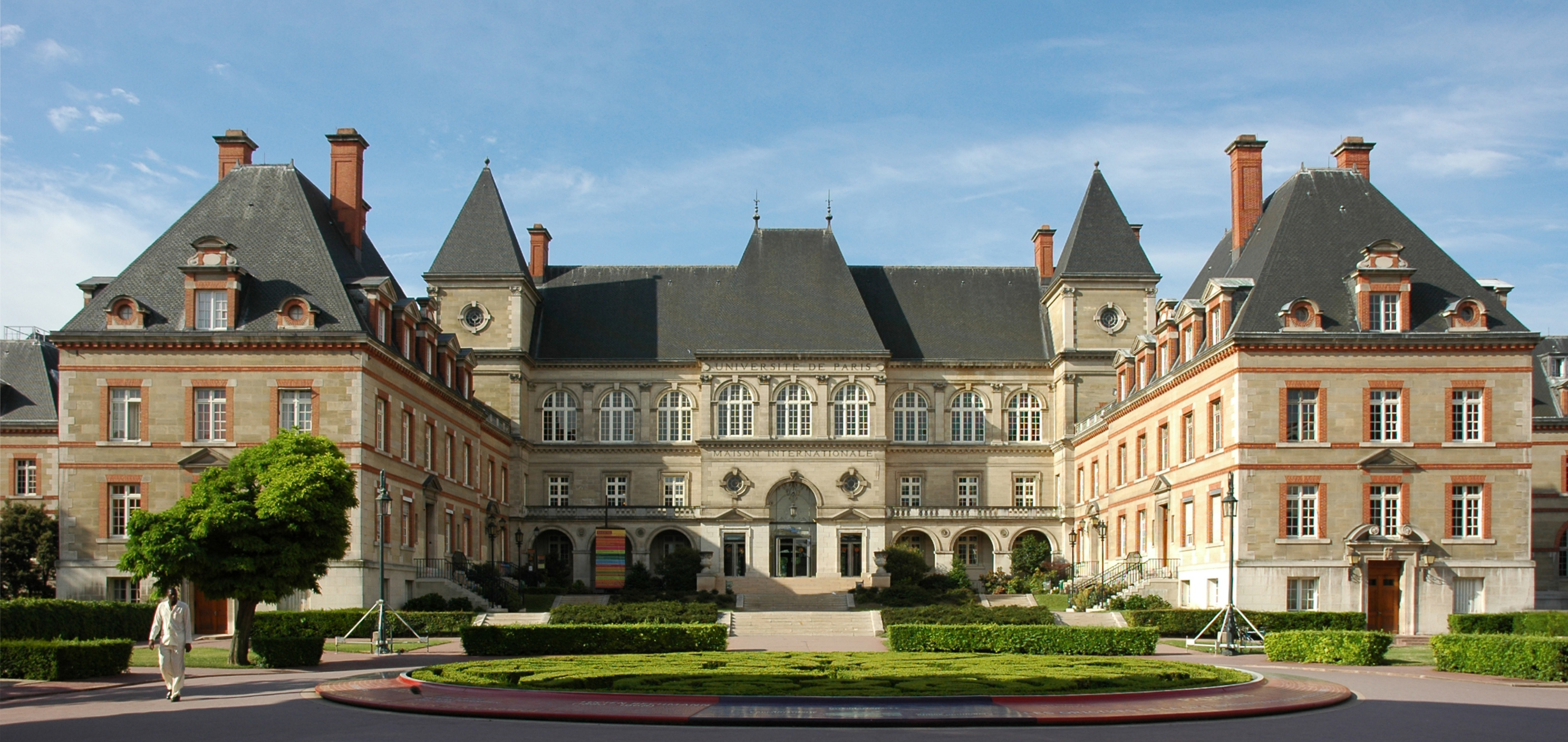
Quartier du Parc-de-Montsouris : la Maison internationale de la Cité universitaire.

- le parc Montsouris, qui a donne son nom au quartier.
- la Cité universitaire.
- les villas jouxtant le parc du côté ouest.
- les réservoirs de la Vanne, avenue Reille, qui stockent les eaux du Loing amenées par l'aqueduc de la Vanne au Loing, et alimentent en eau potable la partie sud de Paris.
- l'hôpital Sainte-Anne.

## Accès
- RER B : Gare de Cité universitaire
- Métro 6 : station Saint-Jacques
- Tramway T3a : stations Montsouris et Cité Universitaire